# دستگاه زیستی

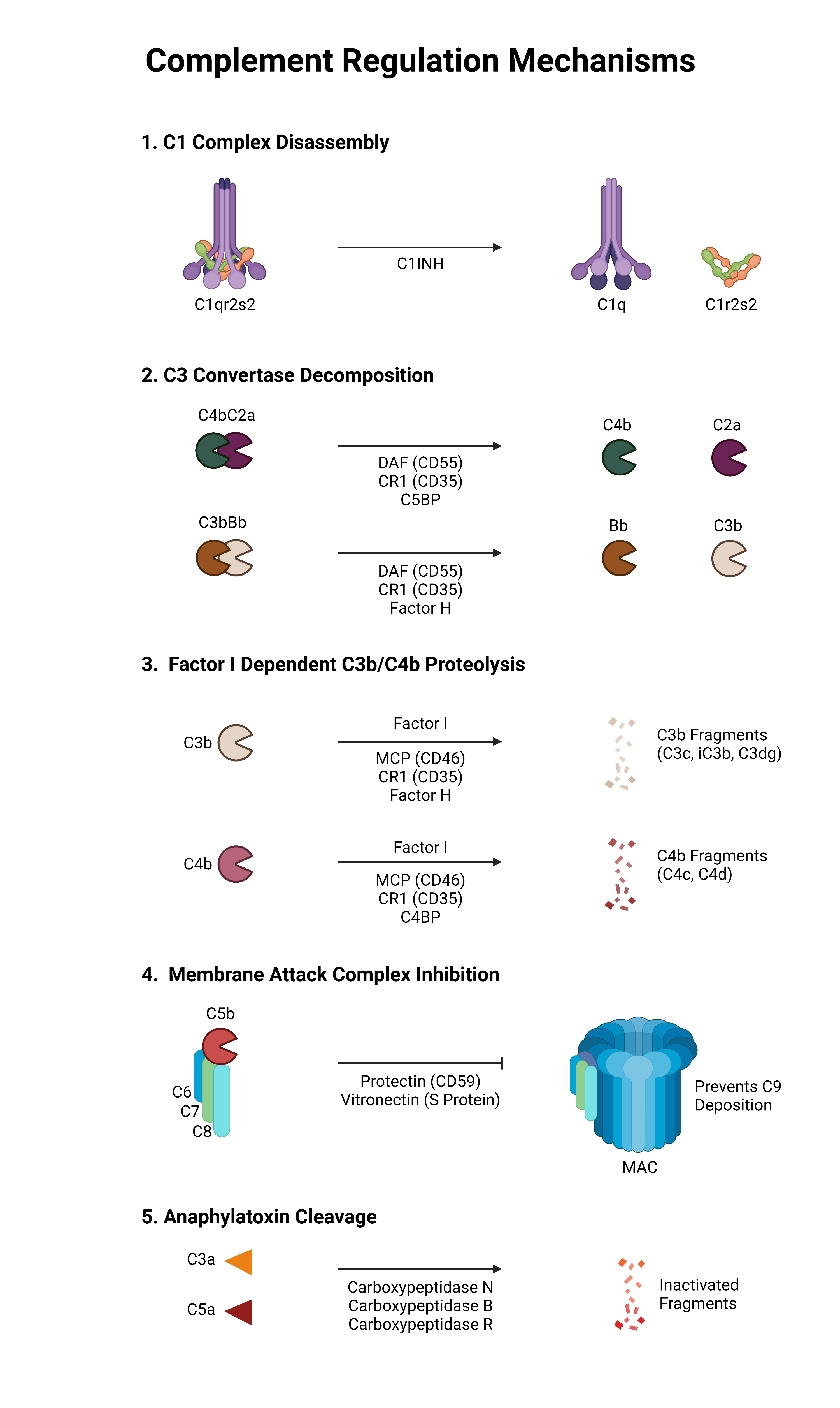
سازوکارهای فعالی دستگاه زیستی

از همکاری بین اندام‌های مختلف بدن دستگاه یا سامانه زیستی تشکیل می‌شود.

## دستگاه جانوران
بدن انسان از هشت دستگاه ساخته شده است که عبارتند از:
1. دستگاه عصبی
2. دستگاه گردش خون
3. دستگاه دفع ادرار
4. دستگاه گوارش
5. دستگاه حرکتی
6. دستگاه تنفس
7. دستگاه تولید مثل
8. دستگاه ایمنی